# Paul Colas
Paul René Colas (* 6. Mai 1880 in Paris; † 9. September 1956 ebenda) war ein französischer Sportschütze.

## Erfolge
Paul Colas nahm an vier Olympischen Spielen teil. 1908 gab er in London sein Olympiadebüt, wo er in den Einzeldisziplinen mit dem Freien Gewehr hintere Plätze belegte. Im Mannschaftswettbewerb mit dem Kleinkalibergewehr im liegenden Anschlag sicherte er sich die Bronzemedaille, als er gemeinsam mit André Regaud, Léon Lécuyer und Henri Bonnéfoy 710 Punkte erzielte und damit hinter Großbritannien und Schweden Dritter wurde. Bei den Olympischen Spielen 1912 in Stockholm gewann er bei Teilnahmen in fünf Disziplinen insgesamt zweimal die Goldmedaille. Mit dem Armeegewehr wurde er über 600 m genauso Olympiasieger wie mit dem Freien Gewehr im Dreistellungskampf über 300 m. Während Colas 1920 in Antwerpen ohne Medaille blieb, gelang ihm 1924 in Paris in dem einzigen Wettbewerb, zu dem er antrat, der Gewinn der Silbermedaille. Im Mannschaftswettbewerb mit dem Freien Gewehr über die Distanzen 400, 600 und 800 m belegte er mit Émile Rumeau, Albert Courquin, Pierre Hardy und Georges Roes den zweiten Rang hinter den US-Amerikanern und vor der Mannschaft Haitis.
Bei Weltmeisterschaften gewann Colas insgesamt sechs Medaillen, davon zwei im Einzel. 1912 belegte er in Biarritz mit dem Freien Gewehr im liegenden Anschlag den zweiten Rang, im Jahr darauf schloss er in Camp Perry die Konkurrenz mit dem Armeegewehr im stehenden Anschlag auf dem dritten Platz ab. Seine übrigen Medaillen gewann er mit der Mannschaft im Dreistellungskampf mit dem Freien Gewehr.